# Văluța, Gorj
Văluța este un sat în comuna Crușeț din județul Gorj, Oltenia, România.